# Maida Vale (metrostation)
Maida Vale is een station van de metro van Londen aan de Bakerloo Line tussen Kilburn Park en Warwick Avenue. Het station, dat ligt in Maida Vale, is geopend in 1915.

## Geschiedenis
In 1899 lag er een plan voor de North West London Railway (NWLR) die onder andere de buurten tussen Edgware Road en Kilburn, waaronder Maida Vale, zou bedienen. NWLR kreeg de bekostiging niet rond en in 1908 kwam ze samen met de BS&WR, de latere Bakerloo Line, met een alternatief voorstel om ook Paddington aan te sluiten. Dit voorstel werd afgewezen en de BS&WR kreeg in 1911 toestemming om haar lijn naar Paddington door te trekken waarbij de perrons aldaar zo gelegd werden dat een verlenging naar het noorden mogelijk was. De NWLR kwam er niet maar de BS&WR kreeg twee stations, Kilburn Park en Maida Vale, ongeveer 120 meter ten westen van het beoogde NWLR tracé onder de A5, zodat de wijk Maida Vale toch een aansluiting op de metro kreeg. De lijn ten noorden van Paddington tot Kilburn Park werd geopend op 31 januari 1915, echter zonder metrostation Maida Vale dat pas op 6 juni 1915 gereed was. Het was destijds het eerste station dat volledig door vrouwen werd bemand. De vrouwen bleven tot 1919 in het station werken, toen ze vervangen werden door militairen die terugkeerden uit de oorlog. Door het uitbreken van de Tweede Wereldoorlog kwamen er weer banen voor vrouwen vrij. Op 6 juni 2015 vierde het station zijn 100e verjaardag hetgeen ingebed werd in de campagne "100 jaar vrouwen in het vervoer".

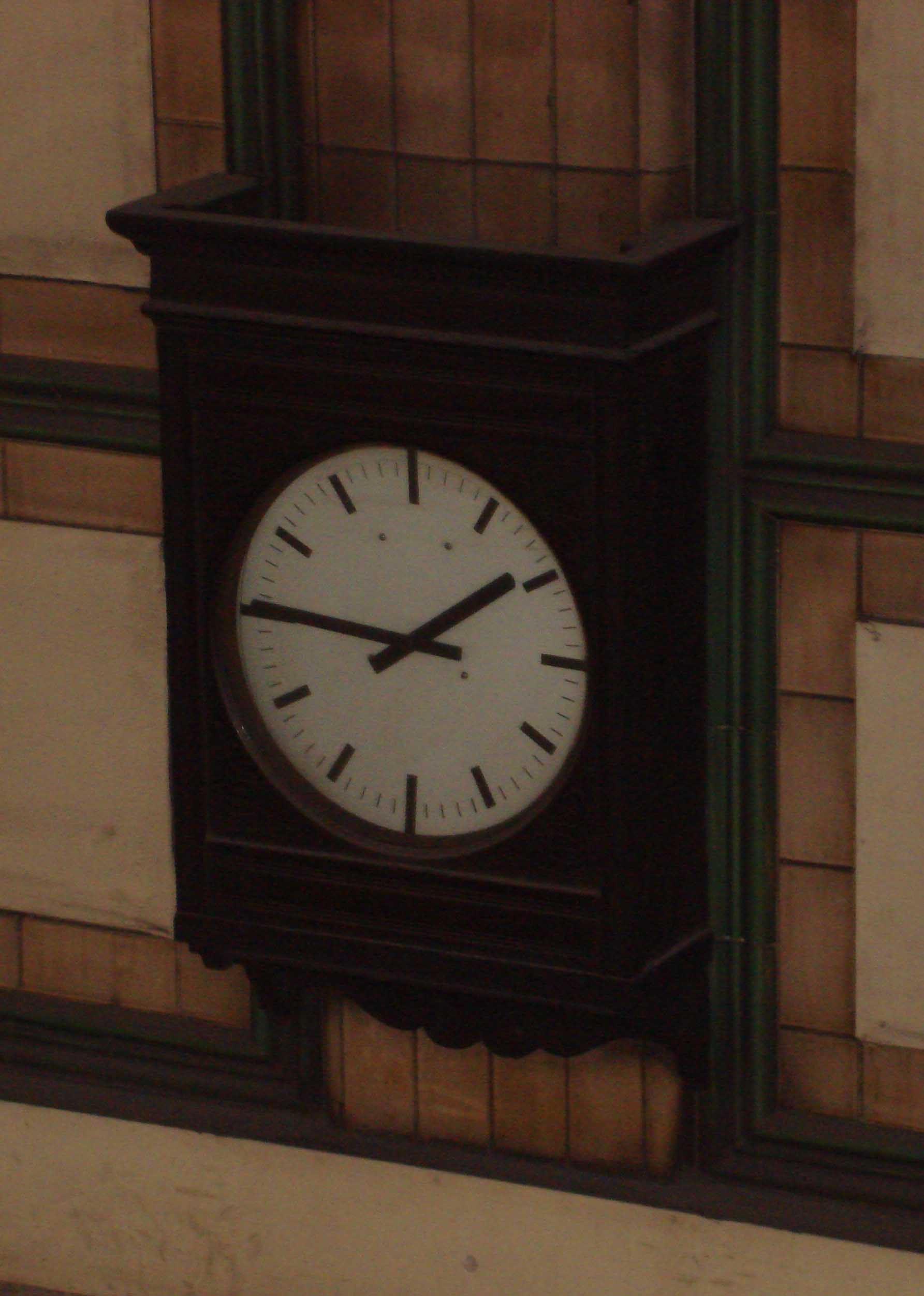
De stationsklok
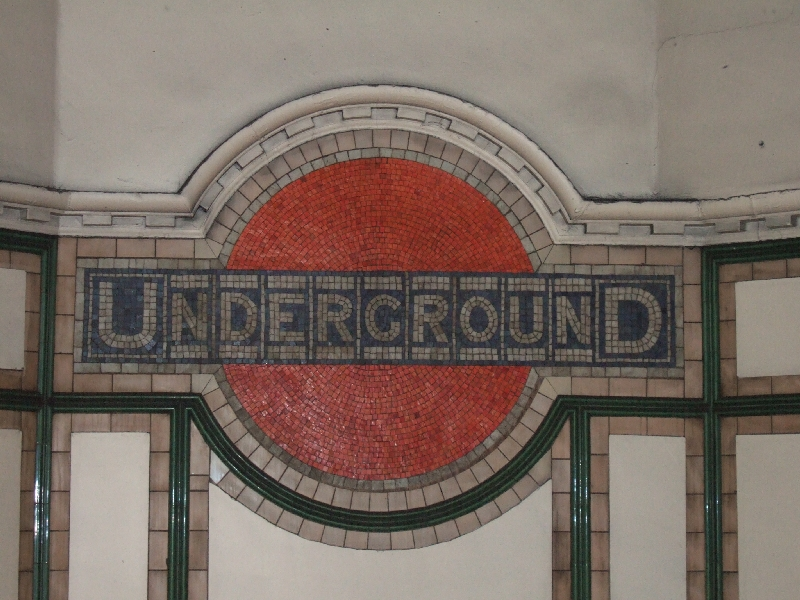
De underground roundel als mozaïek boven de trap in de stationshal.
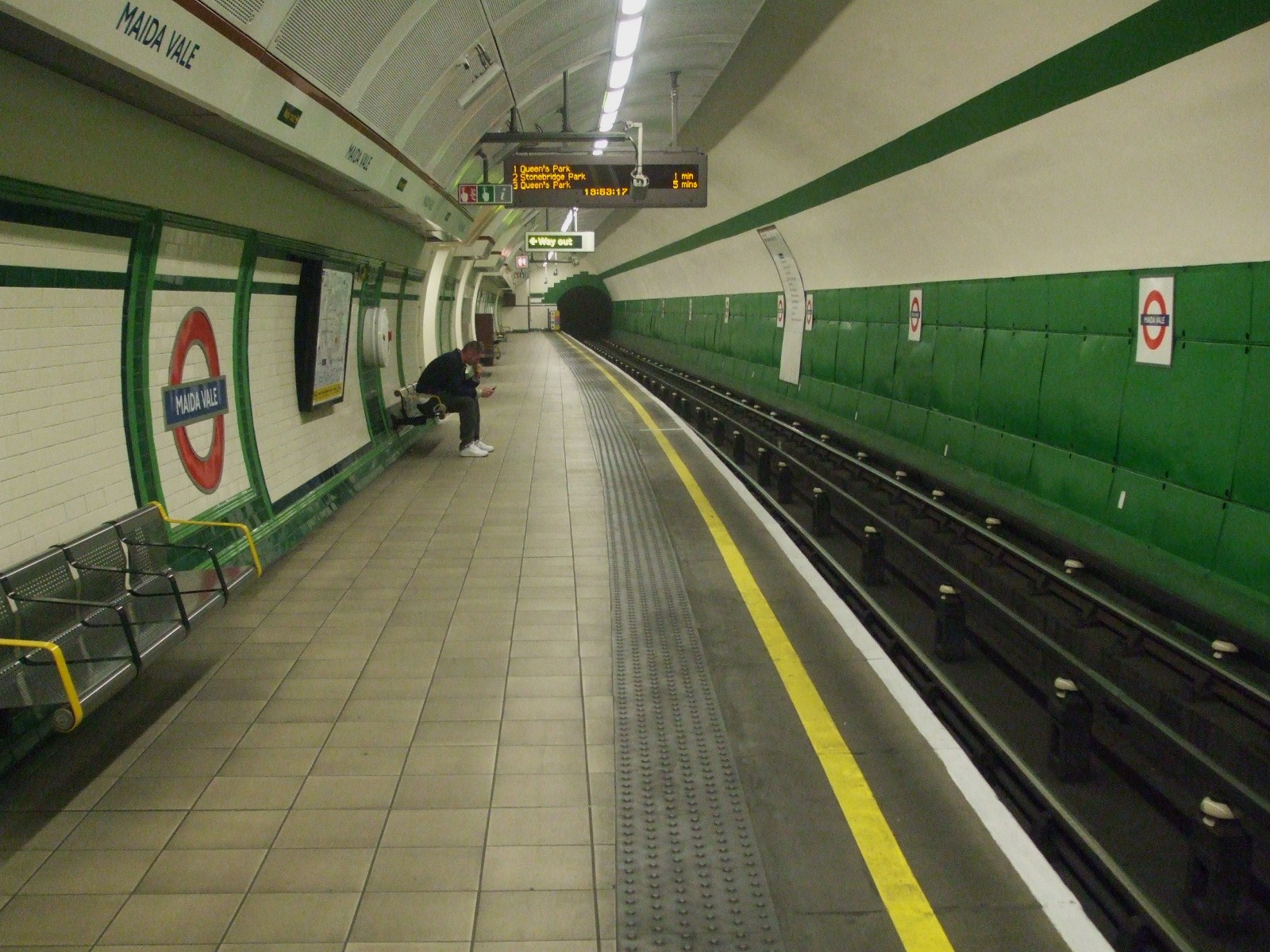
De tunnel naar het noorden.

## Ligging en inrichting
Het station ligt op de hoek van de Randolph Avenue en Elgin Avenue en heeft een stationsgebouw dat is ontworpen door de Londense architect Stanley Heaps, de huisarchitect van de eigenaar van de BS&WR, de Underground Electric Railways Company (UERL). Zijn ontwerp is gebaseerd op het standaardontwerp van zijn voorganger Leslie Green, echter zonder een verdieping voor de machinekamer. Na de succesvolle introductie van de roltrap was Maida Vale een van de eerste stations dat ontworpen met roltrappen in plaats van liften om de reizigers tussen de stationshal en de perrons te vervoeren. De stationshal ligt hier op niveau -1 en is met twee vaste trappen, een voor instappers en een voor uitstappers, verbonden met de toegangen aan de straat. Het station staat op de monumentenlijst en is van architectonisch en historisch belang. In 2009 won het station een National Railway Heritage Award, in de categorie London Regional, voor de succesvolle modernisering van een historisch station.

## Films
- Het stationsgebouw en de kenmerkende mozaïeken langs de trappen zijn te zien in Alfred Hitchcocks film Downhill uit 1927 en in de film Runners uit 1983 van Stephen Poliakoff. Beide films bevatten opnames van de roltrappen, in de 1927 nog de originele houten exemplaren.
- De buitenkant werd gebruikt als achtergrond voor een scène in de verfilming van de populaire Britse televisiekomedie Man About the House uit 1974.
- Een scène opgenomen op perronniveau - compleet met aankomende trein - verschijnt in de video voor de single Believe (2005) van The Chemical Brothers.
- Het metrostation Maida Vale komt ook voor in een montage van scènes in de film About Time uit 2013 van Richard Curtis, waar de twee hoofdpersonen over verschillende perrons binnenkomen en verlaten via de roltrappen.
- In de Paddington uit 2014 werd de buitenkant gebruikt om het fictieve station 'Westbourne Oak' weer te geven, de binnenscènes werden gefilmd in het nabijgelegen metrostation St John's Wood.

Harrow & Wealdstone ·
Kenton ·
South Kenton ·
North Wembley ·
Wembley Central ·
Stonebridge park ·
Harlesden ·
Willesden Junction ·
Kensal Green ·
Queen's Park ·
Kilburn Park ·
Maida Vale ·
Warwick Avenue ·
Paddington ·
Edgware Road ·
Marylebone ·
Baker Street ·
Regent's Park ·
Oxford Circus ·
Piccadilly Circus ·
Charing Cross ·
Embankment ·
Waterloo ·
Lambeth North ·
Elephant & Castle
- Library of Congress Control Number: n00031258
- Nationale Bibliotheek van Israël: 987007473613105171
- Virtual International Authority File: 137169518